# 2002年亞洲運動會巴勒斯坦代表團
2002年亞洲運動會於2002年9月29日至10月14日在韓國釜山舉行，巴勒斯坦代表團拿下1面銅牌，在獎牌榜中名列第36位。